# Hypselodoris nigrostriata
Hypselodoris nigrostriata is een slakkensoort uit de familie van de Chromodorididae. De wetenschappelijke naam van de soort is voor het eerst geldig gepubliceerd in 1904 door Eliot.